# Brennende Waldrebe
Die Brennende Waldrebe oder Mandel-Waldrebe (Clematis flammula) ist eine Pflanzenart aus der Gattung Waldreben (Clematis) innerhalb der Familie der Hahnenfußgewächse (Ranunculaceae). Sie bildet dekorative und wohlriechende Blüten, die intensiv nach Bittermandel duften.

## Beschreibung

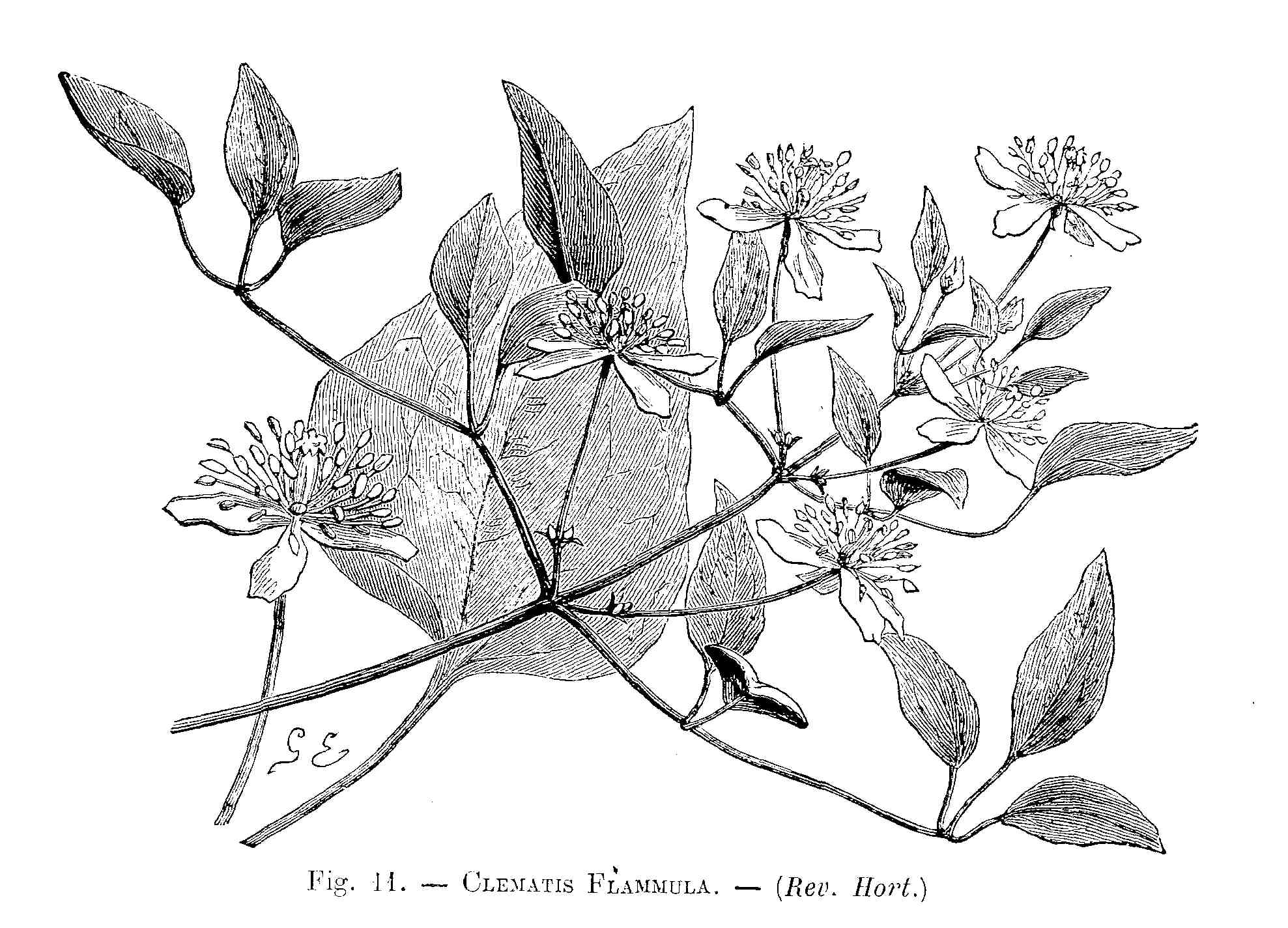
Illustration

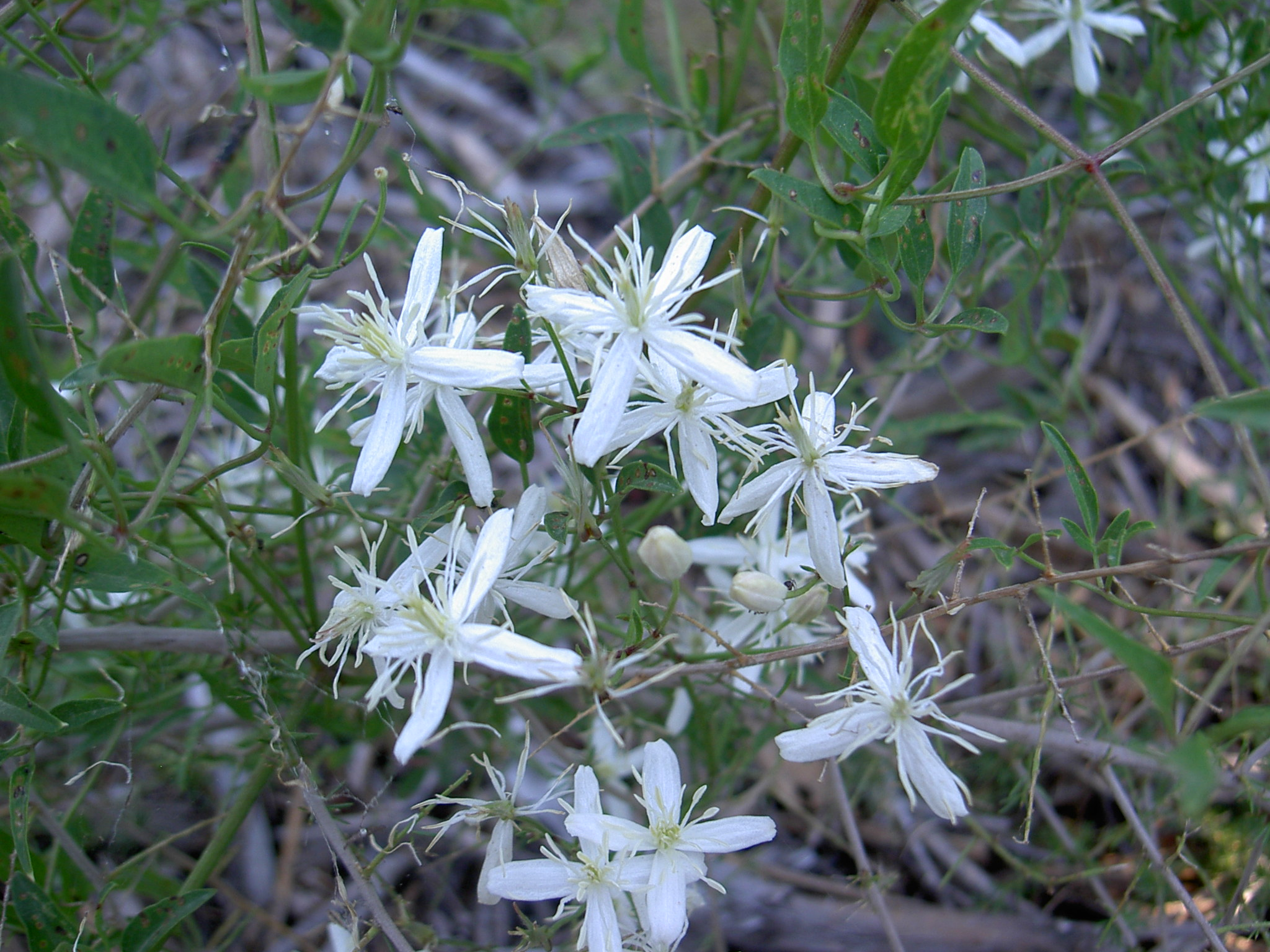
Blütenstand

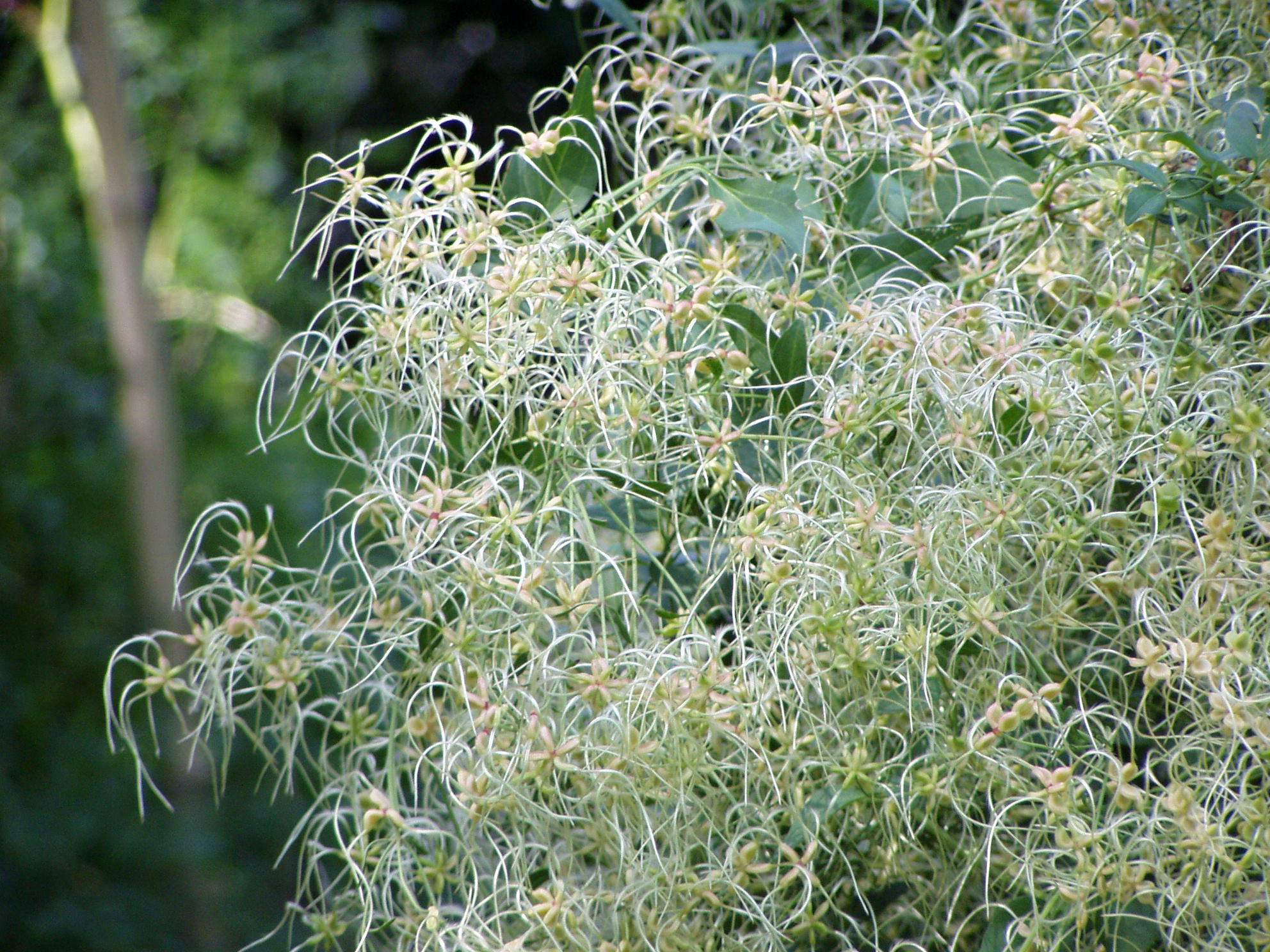
Früchte

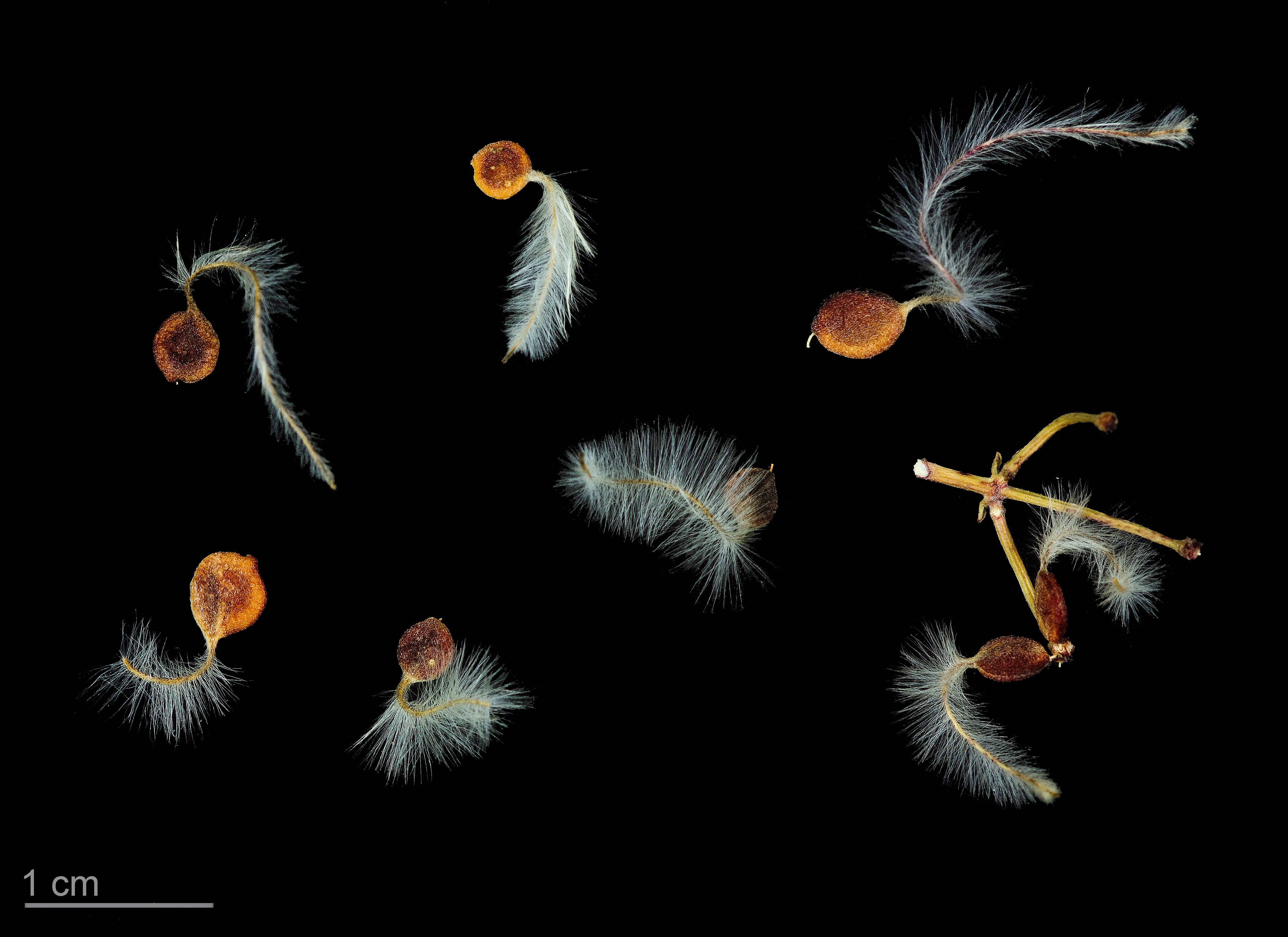
Früchte im Detail

### Vegetative Merkmale
Die Brennende Waldrebe ist eine kletternde, sommergrüne, ausdauernde krautige Pflanze, die Wuchshöhen von 3 bis 5 Metern erreicht.
Die gegenständig angeordneten Laubblätter sind in Blattstiel und -spreite gegliedert. Die meist doppelt gefiederte Blattspreite besitzt gewöhnlich fünf Fiederblättchen. Die unteren Fiederblättchen sind breit oval und oft dreizählig oder mehrlappig, an der Basis abgerundet und sonst gezähnt, die oberen Fiederblättchen sind meist einfach. Die Fiedern sind lang gestielt und oberseits glänzend.

### Generative Merkmale
Die Blütezeit reicht von Mai bis August. In den oberen Blattachseln stehen zahlreiche Blüten in großen bis zu 25 Zentimeter breiten, rispigen Blütenständen zusammen. Die wohlriechenden und zwittrigen, gestielten Blüten sind bei einem Durchmesser von 2 bis 3 Zentimetern radiärsymmetrisch mit einfacher Blütenhülle, die Kronblätter fehlen. Am Blütenstiel sind zwei Vorblätter. Die vier weißen, petaloiden Kelchblätter sind schmal und außen am Rand dicht behaart. Es sind einige Staubblätter und bis zu 8 freie, oberständige, einkammerige Stempel vorhanden.
Die flachen, bis 5 Millimeter großen Achänen besitzen einen bis zu 2 Zentimeter langen, fedrigen Schweif (Schnabel), sie stehen zu mehreren in einer Sammelfrucht zusammen.

### Chromosomenzahl
Die Chromosomenzahl beträgt 2n = 16.

## Vorkommen
Die Brennende Waldrebe gedeiht in Macchien und Hecken im Mittelmeerraum und in Vorderasien. Sie ist im Mittelmeerraum häufig. Die Brennende Waldrebe ist in Mitteleuropa nicht winterhart.

## Verwendung
Die Brennende Waldrebe war vom 17. bis zum 19. Jahrhundert eine in Mitteleuropa beliebte und häufige Gartenpflanze. Sie ist jedoch heute in unseren Gärten kaum zu sehen. Im Mittelalter wurde die Pflanze, wie auch andere Waldreben, Flammula genannt und in der Heilkunde eingesetzt.